# Smrčensko
Smrčensko (německy Smertschensko) je osada, část obce Dolní Město v okrese Havlíčkův Brod. Nachází se asi 1 km na severozápad od Dolního Města. V roce 2009 zde byly evidovány čtyři adresy. V roce 2001 zde žilo sedm obyvatel.
Smrčensko leží v katastrálním území Dolní Město o výměře 8,42 km2.
Severně v lese zvaném rovněž Smrčensko se nachází tvrziště neznámého jména, v současnosti nazývané Smrčensko.

## Další fotografie

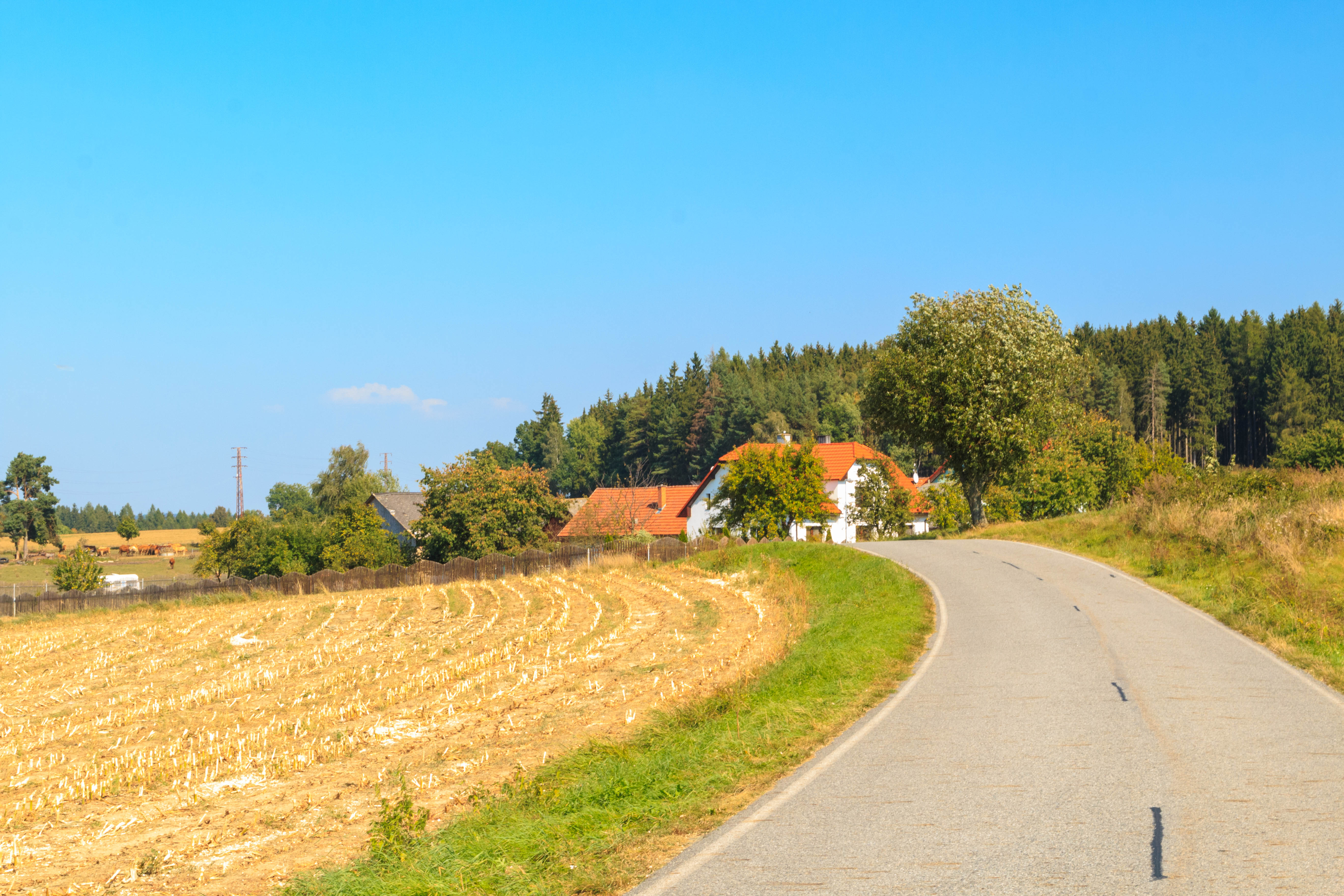
Smrčensko - čp. 1
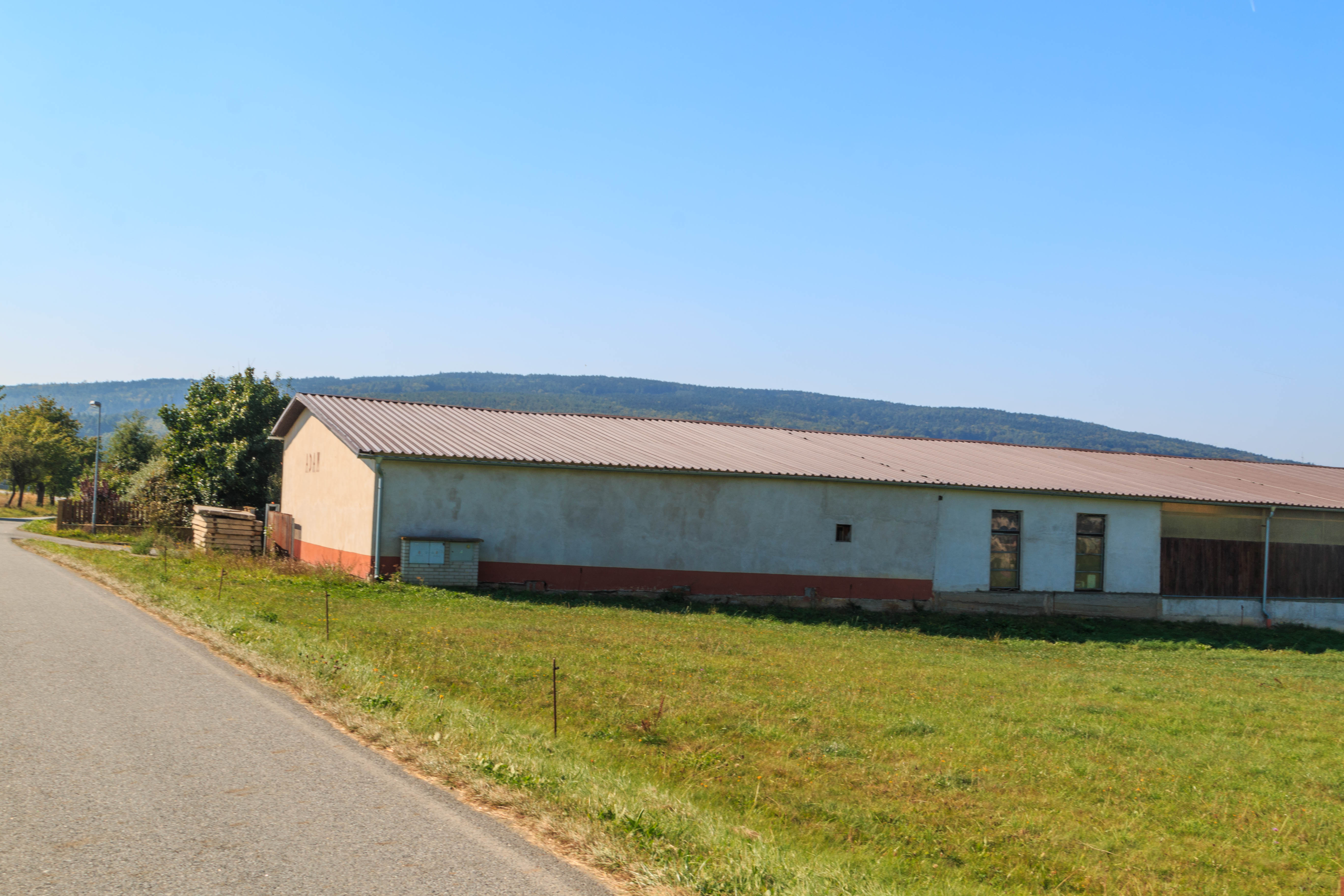
Smrčensko - kravín